# District de Yuhang
Le district de Yuhang (chinois simplifié : 余杭区 ; chinois traditionnel : 餘杭區 ; pinyin : yúháng qū) est une subdivision administrative de la province du Zhejiang en Chine. Il est placé sous la juridiction de la ville sous-provinciale de Hangzhou. On y parle principalement le wu.

## Histoire
Yuhang est la plus ancienne zone habitée connue de la baie de Hangzhou.
Elle faisait autrefois partie de la région de Kuaiji (会稽).

## Démographie
La population du district était de 787 955 habitants en 1999.

## Transport
La gare de Yuhang sur la LGV Shanghai - Hangzhou.

## Personnalités
- Zhang Binglin, philologue et révolutionnaire du XIXe siècle.